# EUobserver
Еврообсервер (англ. EUobserver) — независимое интернет-издание, уделяющее основное внимание освещению политических событий в Европейском союзе. Оно делает акцент на актуальных темах, связанных с правами человека, борьбой с коррупцией, охраной окружающей среды, проблемами демократизации в ЕС. В соответствии с бельгийским законодательством является некоммерческой организацией. Издание публикует рецензии, отражающие различный политический спектр, но не размещает материалы собственных журналистов.
EUobserver основано в 2000 году и позиционирует себя как крупное новостное онлайн-издание с большой читательской аудиторией и второй по популярности источник новостей Европейского союза после Financial Times.